# Нони
Нони (лат. Nonae, від лат. Nonus — дев'ятий, тобто дев'ятий день до Ід, повного Місяця) — у давньоримському календарі 7-й день березня, травня, липня, жовтня і 5-й день інших місяців. Нони служили для рахунку днів всередині місяця.

## Стародавній Рим
У давньоримському календарі нонами називали 7-й день березня, травня, липня, жовтня та 5-й день січня, лютого, квітня, червня, серпня, вересня, листопада, грудня. 
Оскільки у римлян дні у місяці не мали порядкової нумерації, для визначення дати слугували три опорні дні: календи, нони та іди — їх використовували для підрахунку днів в середині місяця. При чому, відлік днів йшов у зворотному порядку (2 січня — це четвертий день січневих нон; 2 березня — шостий день березневих нон). У такий підрахунок включався як і позначений день, так і день, з якого починався відлік. Також дні нон збігалися з першою чвертю фази місяця. Понтифіки стародавнього Риму кожного місяця у день нон робили оголошення про те, які свята будуть святкуватися в цей день. Під час лютневих нон наголошувалось також на тому, що можуть бути додаткові дні, які будуть вставлені в певні місяці.

## Середньовічні країни
Під час реформування римського календаря (46 р. до н. е.) імператор Гай Юлій Цезар залишив попередній підрахунок днів від календ, нон та ід.
У перші століття нашої ери у Східній римській імперії цей підрахунок продовжував застосовуватися. Але протягом V—VII століття у Візантії підрахунок змінили на інший.
У середньовічній Русі такий підрахунок також був відомий. У західних країнах протягом середньовіччя давньоримський календар усе ще використовувався до XVI століття. Навіть Норвегія в одній з договірних грамот 1326 року, поставила датування з використанням підрахунку нон: «за три дні до червневих нон».